# Колстрип (Монтана)
Колстрип (англ.  Colstrip ) — город в округе  Розбад в штате Монтана США. По данным переписи 2020 года, численность населения составляла 2096 человек.
Основанный в 1924 году и получивший статус города в 1998 году, Колстрип является крупнейшим городом округа Розбад, в котором по состоянию на 2020 год проживает 25,2% от общей численности населения.

## История

### XX век
Колстрип был основан для нужд железной дороги Нортерн-Пасифик в 1924 году как фабричный посёлок, чтобы поставлять уголь для их паровозов. Добыча на руднике Розбад, в двух милях к югу от города, ведётся открытым способом, где драглайны удаляют почву над слоем каменного угля из формации Форт-Юнион.
Во время Второй мировой войны шахта Колстрип была определена как стратегически важная, поскольку она поставляла уголь для паровозов Нортерн-Пасифик, перевозивших военное оборудование для военных нужд. Шахта охранялась от саботажа, и работникам не разрешалось увольняться с работы.
В 1959 году компания Montana Power Company выкупила права на шахту и город. Она возобновила добычу в 1970-х годах, планируя построить угольные электростанции.

## География
По данным Бюро переписи населения США, общая площадь города составляет 4,47 квадратных миль (11,58 км²), вся территория представляет собой сушу.